# Alejo Ledesma
Alejo Ledesma é um município da província de Córdoba, na Argentina.